# Bitwa pod Wiłkomierzem

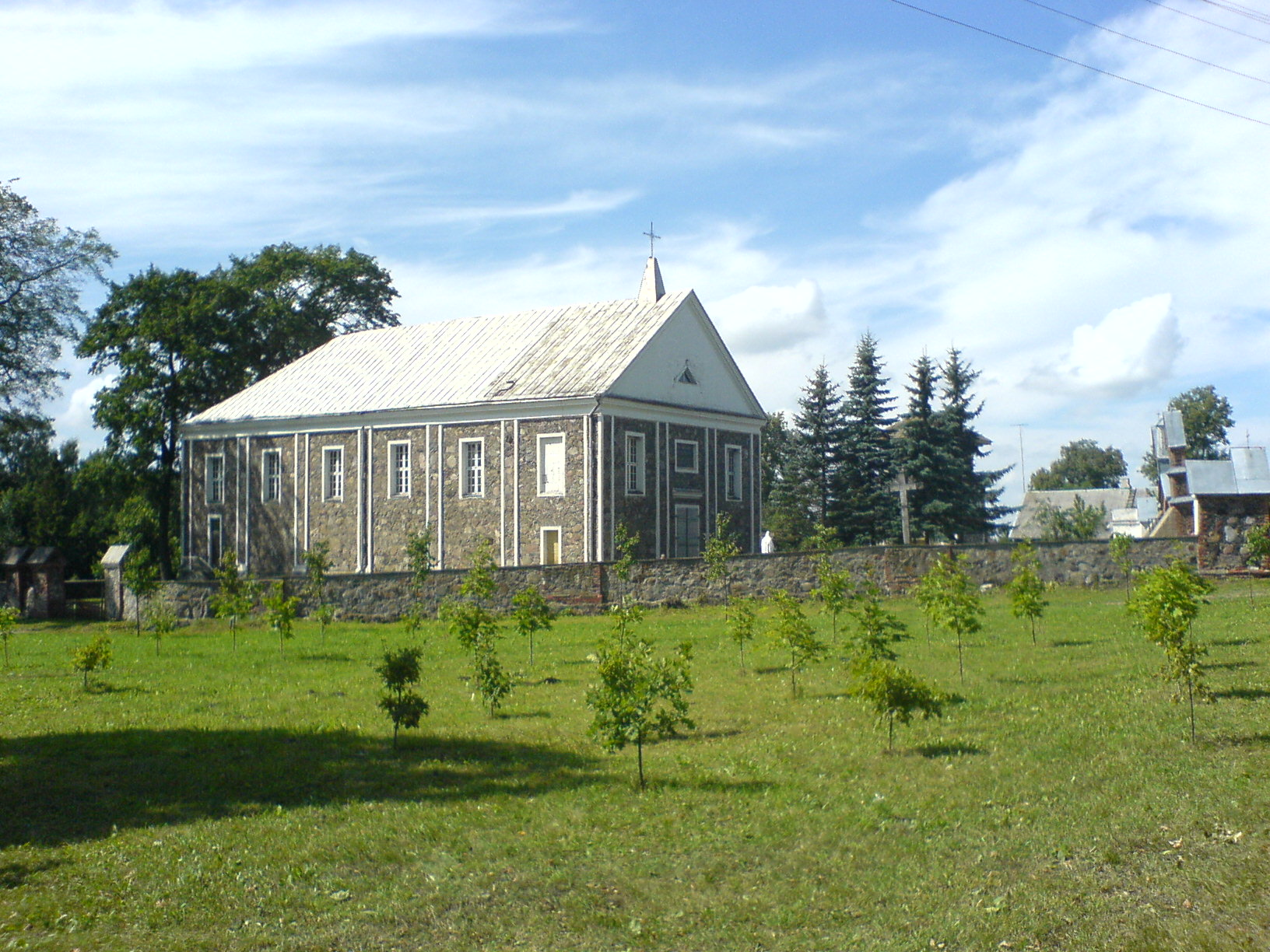
Kościół w miejscu bitwy we wsi Pobojsk

Bitwa pod Wiłkomierzem (znana też jako bitwa nad rzeką Świętą) – bitwa stoczona 1 września 1435 na polach wsi Pobojsk w okolicy Wiłkomierza na Litwie podczas wojny polsko-krzyżackiej (1431–1435).

## Przyczyny
W trakcie wojny polsko-krzyżackiej (tak zwanej nieszawskiej) obie strony zawarły 15 grudnia 1433 rozejm w Łęczycy, którego nie uznała inflancka gałąź zakonu krzyżackiego. Po porozumieniu się Krzyżaków inflanckich i Świdrygiełły, który buntował się przeciwko Zygmuntowi Kiejstutowiczowi, Krzyżacy postanowili zaatakować część Litwy znajdującą się pod kontrolą sprzymierzonego z Polską Zygmunta. W dniu 20 sierpnia 1435 Świdrygiełło z 6 tysiącami żołnierzy i 500 Tatarami połączył się w Brasławiu z liczącą 4,5 tysiąca żołnierzy armią krzyżacką i ruszył w kierunku Trok i Wilna. Zagrożonemu Zygmuntowi pospieszył na pomoc z liczącymi 4,5 tysiąca żołnierzami polskimi Jakub Kobylański, który ruszył z Wilna na Wiłkomierz. 

## Bitwa
Oddziały polskie pod naczelnym dowództwem Jakuba Kobylańskiego i wspierające je wojska litewskie księcia Zygmunta Kiejstutowicza pod dowództwem jego syna Michała Bolesława po trzydniowym wyczekiwaniu naprzeciw wojsk Zygmunta Korybutowicza zaatakowały go podczas przegrupowania. Po odśpiewaniu Bogurodzicy wojska polsko-litewskie pod dowództwem Kobylańskiego uderzyły na wojska Zygmunta Korybutowicza i Świdrygiełły podczas marszu, wbijając się w ich środek i rozdzielając je na dwie części. Po zniszczeniu tylnych straży, wojska polskie niszczyły kolejne oddziały nieprzyjaciela przybywające na pole bitwy. Następnie wojska Kobylańskiego ruszyły w pogoń za uciekającym przeciwnikiem. Odwodowe oddziały Inflantczyków słysząc o klęsce schroniły się na wyspie na pobliskim jeziorze, która jednak została zdobyta przez Litwinów. Wojska polsko-litewskie rozgromiły tym samym w ciągu tylko jednej godziny krzyżacko-litewsko-tatarskie wojska Świdrygiełły i Kerskorffa, mistrza krajowego inflanckiego. W bitwie zginęli mistrz inflancki, niemal wszyscy komturowie, zakonni rycerze i wielu kniaziów. Do niewoli dostał się ciężko ranny Zygmunt Korybutowicz który wkrótce zmarł. Sam Świdrygiełło ledwie uszedł z pobojowiska do Połocka. Chorągwie zdobyte w bitwie zawieszono w katedrze św. Stanisława w Wilnie.

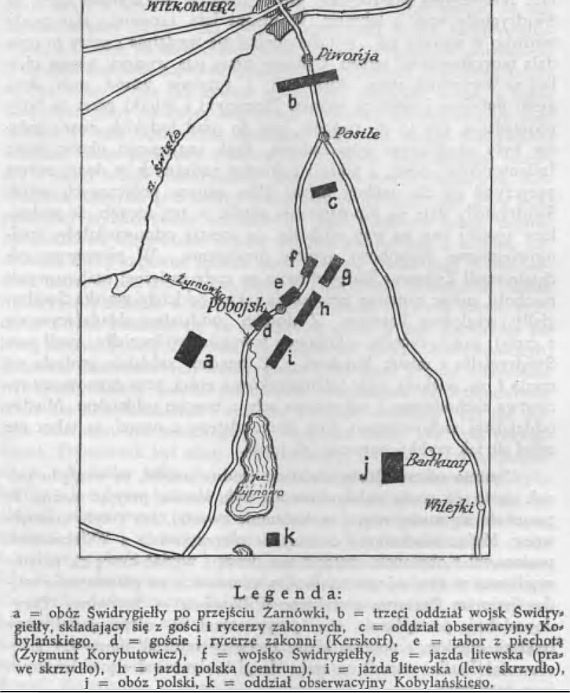
Bitwa nad rzeką Świętą

W miejscu bitwy Zygmunt Kiejstutowicz nakazał zbudowanie kościoła dziękczynnego.

## Skutki bitwy
Bitwa ta złamała potęgę Krzyżaków inflanckich i doprowadziła do przejęcia inicjatywy w wojnie domowej na Litwie przez Zygmunta Kiejstutowicza. Bitwa ta też ostatecznie skłoniła zakon krzyżacki do podpisania z Królestwem Polskim traktatu pokojowego w Brześciu Kujawskim, zawartego 31 grudnia 1435. Na mocy ugody zakon obiecał zerwać ze Świdrygiełłą, oddać zamek Dybów (Nieszawę) i zapłacić 9500 złotych węgierskich za złamanie traktatu mełneńskiego.